# Gare de Springhill Junction
Pour les articles homonymes, voir Junction (homonymie).
La gare de Springhill Junction est une gare ferroviaire canadienne de la ligne d'Halifax à Rivière-du-Loup. Elle est située à cinq kilomètres à l'ouest du village de Springhill Junction (en) dans le Comté de Cumberland en Nouvelle-Écosse.
Point d'arrêt Via Rail Canada desservi, uniquement sur demande des voyageurs, par le train l'Océan.

## Situation ferroviaire
Établie à 58 mètres d'altitude, la gare de Springhill Junction (simple point d'arrêt) est située sur la ligne d'Halifax à Rivière-du-Loup entre les gares de Truro et d'Amherst.

## Service des voyageurs

### Accueil
Halte Via Rail Canada, c'est un point d'arrêt non géré (PANG) à accès libre qui ne dispose que d'un poteau indicateur.

### Desserte
Springhill Junction n'est desservie qu'à la demande des voyageurs, par le train l'Océan.